# Огородников, Кирилл Фёдорович
Кири́лл Фёдорович Огоро́дников (17 [30] июля 1900, Санкт-Петербург — 30 июня 1985) — советский астроном. 

## Биография
В 1922 году окончил физико-математический факультет МГУ и до 1934 года работал в Государственном астрофизическом институте, в 1931 году вошедшем в состав ГАИШ МГУ, где Огородников занял должность профессора. В 1934—1938 годах — сотрудник Пулковской обсерватории. С 1939 года работал в Ленинградском университете (в 1941—1950 годах был директором обсерватории университета). В 1941—1942 гг. находился в Народном ополчении на Ленинградском фронте.

## Научная деятельность
Основные научные работы относятся к звёздной и внегалактической астрономии. В 1923—1926 годах выполнил серию работ, посвящённых определению апекса и скорости Солнца по лучевым и пространственным скоростям звёзд. В 1932 году предложил метод определения характеристик дифференциального поля скоростей в Галактике по лучевым скоростям и собственным движениям звёзд. В 1938—1940 годах выполнил теоретический анализ звёздных подсчётов в тёмных областях неба, что позволило разработать методику определения физических характеристик тёмных туманностей Галактики. Сформулировал общие динамические свойства звёздных систем, рассмотрел фигуры равновесия вращающихся звёздных систем и показал, что некоторые полученные при этом теоретические следствия соответствуют наблюдаемым формам галактик. Предсказал возможность существования веретёнообразных галактик и галактик с грушевидной фигурой равновесия. Пришёл к выводу о гравитационной неустойчивости твердотельно вращающихся галактик, тем самым объяснив некоторые особенности структуры спиральных систем. Разработал динамическую классификацию галактик и высказал ряд предположений о возможной последовательности их эволюции. 
Автор монографий «Основы динамики вращающихся звёздных систем» (1948) и «Динамика звёздных систем» (Москва: Физматгиз, 1958. — 627 с.). Написал ряд работ по истории астрономии, а также несколько популярных книг: «На чём Земля держится» (Ленинград: Ленингр. газ.-журн. и кн. изд-во, 1945. — 31 с.), «Сколько звёзд на небе» (Москва: Гос. изд-во техн. теорет. лит., 1953. — 40 с.). Со времени создания реферативного журнала «Астрономия» в 1953 году был его главным редактором. Заслуженный деятель науки РСФСР (1968). Член Международной академии астронавтики (1960).

## Семья
- Жена — Кира Сергеевна Огородникова (урождённая Кульнева, 1903—1977), дочь венеролога Сергея Яковлевича Кульнева (1858—1926), председателя Русского сифилидологического общества, профессора и заведующего кафедрой кожных и венерических болезней Санкт-Петербургского женского медицинского института.
  - Дочь — Наталия Кирилловна Неуймина (1928—2009), литературный критик и публицист, член редколлегии журнала «Звезда», автор книг «Природа и мы» и «Николай Сладков: писатель и человек»; её муж, электротехник Ярослав Григорьевич Неуймин (1928—1988), кандидат технических наук, начальник лаборатории автоматики Ленинградского института водного транспорта, был сыном астронома Г. Н. Неуймина.
  - Сын — Сергей Кириллович Огородников (1933—1985), доктор химических наук; его жена Лидия Гдальевна была дочерью писателя Г. С. Гора.

## Награды
- орден Октябрьской Революции
- орден Трудового Красного Знамени (21.02.1944)
- медали.